# ファマグスタ地区
座標: 北緯35度20分 東経33度52分 / 北緯35.333度 東経33.867度
ファマグスタ地区（ファマグスタちく、トルコ語: Mağusa kazası）はキプロスの地区で、中心都市は島の最重要港のファマグスタである。地区の人口は2001年には約3.8万人。現在は北キプロス・トルコ共和国（事実上トルコの影響下にある）がファマグスタを統治しており、ガーズィマウサ地区の中心都市としている。亡命政府が南キプロスに有る。

## 概要
1974年のトルコのキプロス侵攻以降、地区の殆どを事実上トルコが統治している。カルパス半島を含む北東部はイスケレ地区として分けて統治しているが、南キプロスや国際連合をはじめとする国際社会からは承認されていない。

ファマグスタ地区、斜線部は緩衝地帯および北キプロスが実効支配

## 地理
ファマグスタ湾の南端にあるグレコ岬は保護された海岸自然公園で、美しい自然を求めて多くの観光客が訪れる。地元の伝説では未確認動物アユィア・ナパの故郷とされる。